# Sankt Olai Kirke (Hjørring)
 For alternative betydninger, se Sankt Olai Kirke. (Se også artikler, som begynder med Sankt Olai Kirke)
Sankt Olai Kirke er en kirke i Sankt Olai Sogn i Hjørring Kommune. Det er en romansk bygning fra midt i 1100-tallet.
Kirken er (som flere andre danske kirker) oprindelig indviet til Olav den Hellige (lat. Olaus, genitiv Olai).

## Eksterne kilder og henvisninger
- Wikimedia Commons har flere filer relateret til Sankt Olai Kirke (Hjørring)
- Sankt Olai Kirke hos KortTilKirken.dk
- Sankt Olai Kirke Arkiveret 23. juni 2015 hos  Wayback Machine hos kirkehistorie.dk